# Фуглафьордур
Фуглафьордур (фар. Fuglafjørður [ˈfʊglaˌfjøːɹʊɹ]) — деревня, расположенная на острове Эстурой, одном из островов Фарерского архипелага. Центр коммуны Фуглафьордур.
Население — 1610 человек (2022).

## География
Деревня расположена у бухты и занимает окружающие крутые холмы. Горы, расположенные вокруг бухты, достигают высоты 600—700 метров над уровнем моря. Вместе они образуют подковообразный хребет, который почти опоясывает Фуглафьордур. Хребет начинается на востоке с вершины Борджин (высота 642 м) и заканчивается Камбуром (высота 611 м) и Тирилем (высота 639 м) на юге. Центр деревни расположен вблизи гавани, рядом с которой находится большая часть магазинов и услуг.

## История
Точная дата основания деревни неизвестна. Археологические раскопки показывают, что люди жили на месте Фуглафьордура уже в середине X века. В 1781 году фарерский историк Йенс Кристиан Свеабо описал деревню как «надёжное зимнее убежище». Позже, во времена рыболовного промысла, она стала домом для большого рыбацкого флота и самым важным экспортным портом Фарерских островов. В 1887 году была основана судоходная компания S. P. Petersen. Она быстро росла и более полувека доминировала в бизнесе небольшого рыбацкого порта. В течение двух десятилетий после Второй мировой войны и до 1960-х годов экономический спад привёл к тому, что многие жители покинули город.

## Население

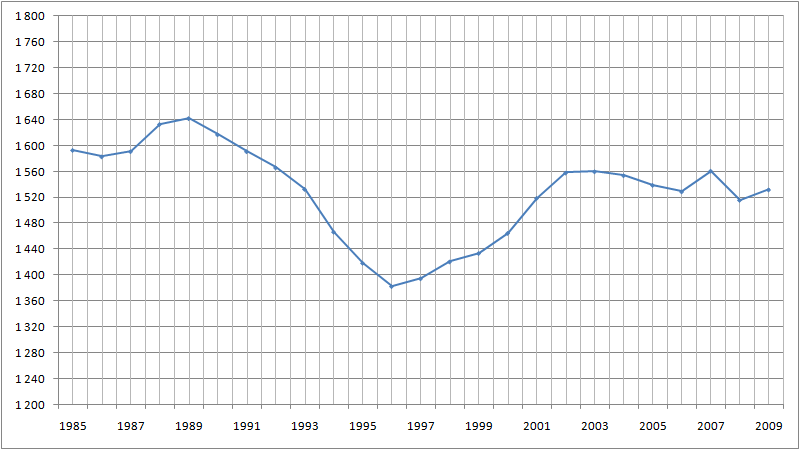
Численность населения Фуглафьордура в 1985—2009 гг.

## Традиции
Каждый год в ноябре на Фарерских островах проводится фестиваль охоты на дельфинов «Grindadrap». Молодые фарерцы убивают сотни гринд, чтобы продемонстрировать свою зрелость. Фестиваль представляет собой часть ритуала, означающего вступление подростка во взрослую жизнь. Можно либо принимать активное участие в борьбе с животными, либо наблюдать со стороны. Гринд забивают в несколько приёмов, причём мгновенной смерти не наступает. В них вонзают ножи несколько раз подряд. Считается, что китобойный промысел на Фарерских островах, являющихся автономной провинцией Датского королевства, уходит своими корнями во тьму веков (начиная с 1584 года), а статистика забоя дельфинов гринд ведётся здесь с 1709 года.

## Спорт
В Фуглафьордуре базируется одноимённая футбольная команда.

## Инфраструктура
В деревне находятся средняя школа, бизнес-школа и спортивный зал. Также в Фуглафьордуре расположен завод по производству рыбной муки и масла Havsbrún, основанный в 1966 году, когда к северу от островов стали вылавливать большое количество сельди. Он производит корм для лосося для местных морских ферм. Здесь также находится рыбозавод, филиал компании Føroya Fiskavirking, траловый центр с испытательным бассейном, ловушкой и механическими мастерскими. Церковь, расположенная в центре деревни, была построена в 1984 году.